# Shinji Jojo
Shinji Jojo (城定 信次, 28 d'agost de 1977) és un exfutbolista del Japó.
Comença la seua carrera professional al Urawa Reds el 1996. Ha jugat als clubs Albirex Niigata i Shonan Bellmare i es va retirar a finals de la temporada 2006.
El juny de 1997, va ser seleccionat per la selecció nacional sub-20 del Japó per al Campionat Mundial juvenil de 1997.